# باشگاه فوتبال سیاه‌جامگان خراسان
باشگاه فوتبال سیاه‌جامگان یک باشگاه فوتبال در شهر مشهد و کشور ایران بود که در سال ۱۳۹۰ تأسیس شده بود.
این تیم در تاریخ ۱۴ اردیبهشت ۱۳۹۴ با تساوی در مقابل داماش گیلان در جایگاه نخست جدول گروه ب لیگ آزادگان قرار گرفت و به صورت مستقیم به مسابقات لیگ برتر خلیج فارس صعود کرد.
این باشگاه در فصل ۹۷–۱۳۹۶ پس از ۳ فصل حضور در رقابت‌های لیگ برتر خلیج فارس به لیگ آزادگان سقوط کرد.
باشگاه سیاه‌جامگان به علت عمل نکردن به تعهدات مالی و انضباطی در دو دیدار در لیگ آزادگان فصل ۱۳۹۷–۹۸ با نتیجه سه بر صفر بازنده اعلام شد و با نظر کمیته انضباطی فدراسیون فوتبال و سازمان لیگ فوتبال ایران از این مسابقات کنار گذاشته شد. این تیم در سال ۹۷ برای همیشه منحل شد.

## نام
نام این باشگاه با یادکرد باشگاه فوتبال ابومسلم خراسان و نیز در بزرگداشت جنبش سردار ایرانی و رهبر جنبش سیاه‌جامگان بهزادان پور ونداد هرمزد ملقب به اَبومُسْلِمِ خُراسانی که توانست با براندازی حکومت بنی امیه، حکومت بنی عباس را پایه‌گذاری کند به نام سپاه او 
(سیاه‌جامگان) نامگذاری شده است.

### تغییر نام باشگاه
نام اسبق باشگاه که سیاه‌جامگان بود مورد انتقاد مسئولان سیاسی و ورزشی شهر مشهد و استان خراسان رضوی بوده و تذکرات و درخواست‌های متعددی برای تغییر آن به مالک باشگاه داده شده‌است.
احمد علم‌الهدی، امام جمعه مشهد یکی از منتقدین نام این باشگاه است، همچنین نصرالله پژمان‌فر و سید احسان قاضی‌زاده هاشمی از نمایندگان مجلس شورای اسلامی ایران خواستار تغییر نام باشگاه شده بودند.
در ۲۹ آبان ۱۳۹۶ ساختمان باشگاه سیاه‌جامگان به دلیل تغییر نیافتن نام باشگاه پلمپ شده‌است.
در نهایت در آبان ماه سال ۱۳۹۶ نام باشگاه به مشکی‌پوشان تغییر یافت.